# Landtag des Herzogtums Anhalt
Der Landtag des Herzogtums Anhalt war die Legislative im Herzogtum Anhalt. Sein Nachfolger war der Landtag des Freistaates Anhalt.

## Vorgeschichte
Seit dem Mittelalter bestand in Anhalt die Anhaltinische Landschaft. Diese setzte sich zunächst aus den Kurien der Prälaten, der Ritterschaft und den Bürgermeistern der Städten zusammen, später verschwand der Stand der Prälaten. 1547 ist der erste abgehaltene Landtag dokumentiert. Seit dem Jahr 1698 wurde der Landtag nicht mehr einberufen, 1767 erfolgte der letzte Landesrechnungstag. Seitdem erfolgten lediglich Ausschusssitzungen. Der engere Landtagsausschuss bestand aus jeweils vier Vertretern des Adels (Landräte) und der Städte, der weitere Ausschuss aus 12 Adligen und 8 Bürgermeistern. 1793 trat der Ausschuss ein letztes Mal in Zerbst zusammen.
In Anhalt-Köthen wurde in der Franzosenzeit 1810/11 eine kurzlebige Verfassung erlassen, die keine bleibende Veränderung schuf.

## 1848
Artikel 13 der  Bundesakte des Deutschen Bundes forderte die Einrichtung „landständiger Verfassungen“. Die Verhandlungen der einzelnen Zweige des Gesamthauses Anhalt zur Schaffung einer Verfassung für das Gesamthaus verliefen jedoch im Sande.
Erst nach der Märzrevolution 1848 kam es zu der Bildung von Landtagen und einer Verfassung. Allerdings war es weiterhin nicht gelungen, eine einheitliche Regelung für das Gesamthaus zu schaffen. Lediglich Anhalt-Dessau und Anhalt-Köthen einigten sich auf einen gemeinsamen Landtag. Gemäß Verordnung vom 23. März 1848/11. April 1848 wurden in den beiden Teilherzogtümern Landtagswahlen durchgeführt und der so gewählte erste Landtag am 31. Juli 1848 nach Dessau einberufen. Hauptaufgabe des Landtags war die Beratung einer Verfassung. Diese wurde am 28. Oktober 1848 vom Landtag beschlossen und am Folgetag von den Herzögen gegengezeichnet.
Unabhängig hiervon wurde auch in Anhalt-Bernburg ein Landtag gewählt, der am 28. Februar 1850 eine Verfassung dieses Teilherzogtums beschloss.
Der Gesamtlandtag von Anhalt-Dessau und Anhalt-Köthen bestand aus 44 Abgeordneten. Die Wahlperiode betrug zwei Jahre. Bei Angelegenheiten, die jeweils nur ein Teilherzogtum betrafen, konnten die jeweils 22 Abgeordneten der einzelnen Landesteile zu Speziallandtagen zusammengerufen werden. Das Wahlrecht wurde im Wahlgesetz vom 24. Februar 1849 festgelegt. Am 1. März 1849 wurde die Geschäftsordnung des Landtags beschlossen. Der so gewählte erste ordentliche Landtag trat zwischen dem 4. Juni 1849 und seiner Auflösung am 12. November 1849 in 11 Sitzungen zusammen. Sitzungsort war in Köthen der Spiegelsaal des Schlosses und im Hoftheather in Dessau.
Mit Verordnung vom 4. November 1851 wurde in der Reaktionsära die Verfassung (ohne Mitwirkung des Landtags) aufgehoben.

## 1859
Mit Verordnung vom 18. Juli/31. August eine neue Landschaftsordnung erlassen, die erneut die Einführung eines Landtags regelte. Formal wurde diese mit einer Deputation der alten Landschaft abgestimmt, faktisch war es eine oktroyierte Verfassung. Der Gesamtlandtag bestand danach aus 36 Abgeordneten, je 12 davon wurden von den Kurien der Ritterschaft, den Städten und den Landgemeinden bestimmt.
Von den Abgeordneten der Ritterschaft entfielen 8 auf den Landesteil Dessau-Köthen und 4 auf Bernburg. Ein Teil dieser Abgeordneten entfiel auf adlige Familien mit Sonderstimmrecht, die anderen wurden von der Besitzern anhaltinischer Rittergüter gewählt. Die Wahl erfolgte auf Lebenszeit.
Abgeordnete der Städte im Landesteil Dessau-Köthen waren die Bürgermeister der Städte Dessau, Zerbst und Köthen sowie 5 zu wählende Vertreter der anderen Städte (je 2 im ersten und zweiten Kreis und einer im Dritten). Im Landsteil Bernburg waren dies die Bürgermeister von Bernburg, ein Vertreter von Coswig und Bernburg und zwei Vertreter von Ballenstedt, Harzgerode, Gernrode, Hoym und Güntherberge. Die Vertreter wurden jeweils von den Gemeinderäten gewählt.
Die Abgeordnete der Landgemeinden wurden von den Schulzen gewählt. Wählbar waren Schulzen und Grundbesitzer. 8 davon entfielen auf den Landesteil Dessau-Köthen (je 3 im ersten und zweiten Kreis und 2 im Dritten). Im Landesteil Bernburg wurden in den Kreisämtern Bernburg und Coswig je einer und im Kreisamt Ballenstedt zwei Abgeordnete gewählt.

### Liste der landtagsfähigen Rittergüter
Die folgenden landtagsfähigen Rittergüter bestanden in Anhalt-Dessau und Anhalt-Köthen.
| Rittergut                         | Ort                     | Eigentümer                   |
| --------------------------------- | ----------------------- | ---------------------------- |
| Rittergut Kleinbadegast           | Kleinbadegast           | Familie von Salmuth          |
| Rittergut Cösitz                  | Cösitz                  | Familie von der Bussche-Lohe |
| Rittergut Krakau                  | Krakau                  | Zerbster Rat                 |
| Rittergut Dobritz                 | Dobritz                 | Familie von Kalitsch         |
| Rittergut Edderitz                | Edderitz                | Familie von Wülknitz         |
| Rittergut Frenz                   | Frenz                   | Familie Türk                 |
| Rittergut Garitz                  | Garitz                  | Familie von Davier           |
| Rittergut Giersleben              | Giersleben              | Familie von Braunbehrens     |
| Rittergut Güsten I                | Güsten                  | Familie Kraatz               |
| Rittergut Güsten II               | Güsten                  | Familie Salmuth              |
| Rittergut Hagendorf               | Hagendorf               | Familie von Kalitsch         |
| Rittergut Hohsdorf                | Hohsdorf                | Mosigkauer Stift             |
| Rittergut Ilberstedt (Unterhof)   | Ilberstedt              | Familie von Biedersee        |
| Rittergut Jütrichau               | Jütrichau               | Familie von Oppen            |
| Rittergut Neeken (Alter Hof)      | Neeken                  | Familie von Davier           |
| Rittergut Neeken (Neuer Hof)      | Neeken                  | Familie von Davier           |
| Rittergut Riebermarke             | Burgchemnitz            | Familie von Bodenhausen      |
| Rittergut Rutha                   | Rutha                   | Familie von Kalitsch         |
| Rittergut Osternienburg           | Osternienburg           | Familie Bötsch               |
| Rittergut Großpaschleben          | Großpaschleben          | Familie von Wuthenau         |
| Rittergut Piethen                 | Piethen                 | Zuckerfabrik Glauzig         |
| Rittergut Polenzko                | Polenzko                | Familie von Kalitsch         |
| Rittergut Preußlitz               | Preußlitz               | Familie Lohmeyer             |
| Rittergut Thurau                  | Thurau                  | Familie von Wuthenau         |
| Rittergut Trebbichau an der Fuhne | Trebbichau an der Fuhne | Familie von Bodenhausen      |
| Rittergut Trinum                  | Trinum                  | Familie von Ende             |
| Rittergut Wedlitz                 | Wedlitz                 | Familie von Stammer          |
| Rittergut Groß-Weissand           | Groß-Weissand           | Familie von Veltheim         |
| Rittergut Klein-Weißandt          | Klein-Weißandt          | Familie von Zerbst           |
| Rittergut Wendorf                 | Wendorf                 | Familie von Renthe-Fink      |
| Rittergut Wispitz                 | Wispitz                 | Familie von Stammer          |
| Rittergut Groß-Wülknitz           | Groß-Wülknitz           | Katholische Kirche in Köthen |
| Rittergut Wörbzig                 | Wörbzig                 | Familie Rette                |
| Rittergut Zehringen               | Zehringen               | Familie Eggeling             |

Die folgenden landtagsfähigen Rittergüter bestanden in Anhalt-Bernburg.
| Rittergut                             | Ort             | Eigentümer          |
| ------------------------------------- | --------------- | ------------------- |
| Mannlehn-Rittergut Hohen-Erxleben     | Hohenerxleben   | Familie von Krosigk |
| Mannlehn-Rittergut Rathmannsdorf      | Rathmannsdorf   | Familie von Krosigk |
| Mannlehn-Rittergut Hecklingen         | Hecklingen      | Familie von Trotha  |
| Mannlehn-Rittergut Gänsefurth         | Gänsefurth      | Familie von Trotha  |
| Mannlehn-Rittergut Thurmhof           | Hecklingen      | Familie von Trotha  |
| Mannlehn-Rittergut Schlewipp-Gröna    | Schlewipp-Gröna | Familie von Krosigk |
| von Britze’sches Rittergut            | Waldau          | Familie Weinschenk  |
| von Hannstein’sches Rittergut         | Osmarsleben     | Familie Kraatz      |
| von Zinke’sches Rittergut             | Osmarsleben     | Familie Kraatz      |
| Bullenstedt                           | Bullenstedt     | Familie Steintopff  |
| Mannlehn-Rittergut Klieken (Oberhof)  | Klieken         | Familie Lattorff    |
| Mannlehn-Rittergut Klieken (Unterhof) | Klieken         | Familie Lattorff    |
| von Röder’scher freier Sattelhof      | Harzgerode      | Familie von Röder   |

## 1872

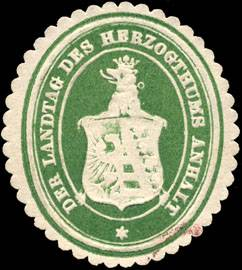
Siegelmarke Der Landtag des Herzogthums Anhalt

Mit Gesetzen vom 15. Juli 1871 und 19. Februar 1872 wurde die Landesordnung geändert. Der Landtag bestand nun aus 36 Mitgliedern. Davon wurden zwei vom Herzog ernannt, 8 von den höchstbesteuerten Grundbesitzern und zwei von den höchstbesteuerten Handels- und Gewerbetreibenden, 14 von den übrigen Wahlberechtigten der Städte und 10 von den übrigen Wahlberechtigten des platten Landes gewählt. Die Wahlperiode dauerte 6 Jahre.
Die Rechtsgrundlage des Landtags war die Landschaftsordnung vom 18. Juli/31. August 1859 und die Änderungsgesetze vom 15. Juli 1871, 19. Februar 1872, 3. Januar 1873 und 4. Februar 1874 sowie die Verordnung über die Abgrenzung der Wahlbezirke und über das Wahlverfahren vom 23. August 1872.
Änderungen der Verfassung und die Einführung neuer Steuer oder den Eingriff in die bestehenden Rechte Einzelner oder Körperschaften, Schuldenaufnahme und Gebietsveränderungen erforderten die Zustimmung des Landtags. Bezüglich der anderen Gesetzesvorhaben hatte der Landtag eine beratende Rolle. Er hatte daneben das Budgetrecht und das Recht zur Überwachung der Schuldentilgung der Staatshaushaltsrechnungen.
Der Landtag wurde vom Herzog einberufen und aufgelöst. Dies erfolgte regulär einmal jährlich.
Das Wahlrecht hatten nur Männer, die über 25 Jahre alt waren und finanziell unabhängig waren. Zu den meistbesteuerten Wählern gehörten diejenigen mit einer Steuerlast von 21 Mark oder mehr. Die Wahl erfolgte geheim in indirekter Wahl, je 150 bis 200 Urwähler wurde ein Wahlmann gewählt.
Der Landtag wählte drei Kandidaten für das Amt des Parlamentspräsidenten. Aus diesen drei Kandidaten wählte der Herzog den Präsidenten für die ganze Wahlperiode aus.

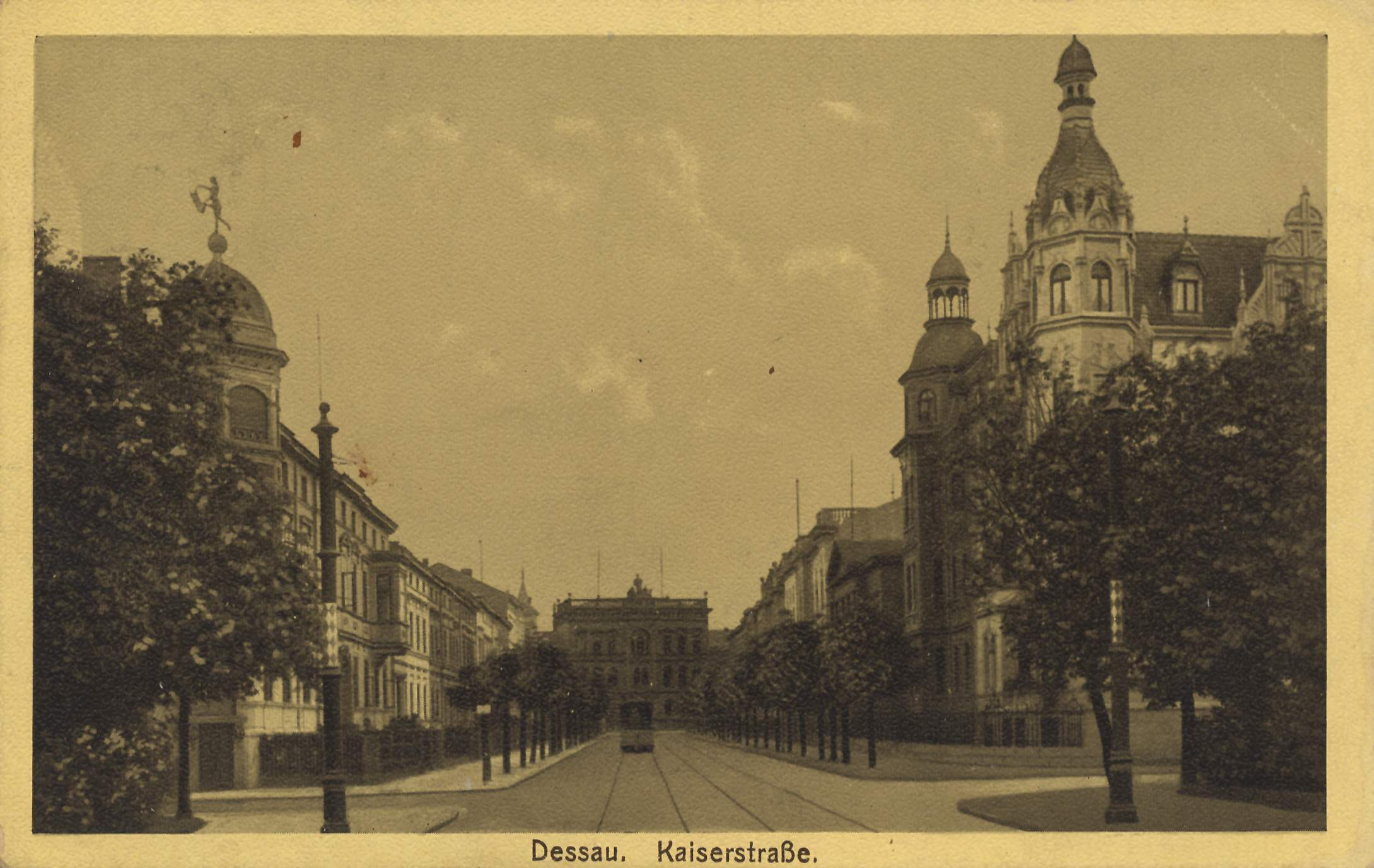
Blick um 1910 durch die Kaiserstraße auf den Mittelbau des Behördenhauses, den der Anhaltische Landtag nutzte

Sitz des Parlamentes war der Mittelbau des Behördenhauses in Dessau, auf den die Kaiserstraße (heute Fritz-Hesse-Straße) von Norden her zuhielt. Das Behördenhaus, 1872–1875 im italienischen Renaissancestil von Paul Rathke (1846–1897), entstand unter der Regierung des Staatsministers Alfred von Larischs, um den steigenden Raumbedarf der wachsenden Regierungsaufgaben in ein Gebäude zusammenzulegen. Die Steuereinnahmen, die dank der prosperierenden Wirtschaftsentwicklung, sprudelten, erlaubten den zeittypischen, gesteigerten Repräsentationsansprüchen des Ministeriums Larisch gemäß und groß zu bauen. Der für örtliche Verhältnisse mächtige Bau schlug mit 1,5 Millionen Goldmark zu Buche, weshalb der Volksmund das Behördenhaus Millionenbau nannte.
Das Behördenhaus gliederte sich um einen nach Süden offenen Ehrenhof begrenzt durch den West- und Ostflügel. Entlang der Südseite der Friedrichstraße bildeten auf 115 Metern Länge die nördlichen Stirnseiten von Westflügel, Mittelbau und Ostflügel einen Dreiklang repräsentativer Fassaden in rotem Verblendstein, die mit drei Geschossen die schlichteren zweistöckigen Zwischentrakte überragten. Das Behördenhaus wurde bei einem Luftangriff im Januar 1945 schwer zerstört und zu Beginn der 1950er Jahre abgetragen. Die geräumte Grundfläche des Behördenhauses wurde in den südlich angrenzenden Stadtpark Dessau einbezogen. Auf Höhe des ehemaligen Westflügels entstand 1970 das östliche der drei Y-Häuser mit der Anschrift Friedrichstraße 17.

## 1918
Mit der Novemberrevolution wurde der Freistaat Anhalt ausgerufen. Anstelle des bisherigen Landtags trat nun der Landtag des Freistaates Anhalt.

## Mitglieder

### Abgeordnete
Für die Abgeordneten siehe die Kategorie:Landtagsabgeordneter (Herzogtum Anhalt).
Anhalt-Dessau und Anhalt-Köthen: 
- 1848: Liste der Abgeordneten des konstituierenden Vereinigten Landtags der Herzogtümer Anhalt-Dessau und Anhalt-Köthen
- 1848–1849: Liste der Abgeordneten des ersten ordentlichen Vereinigten Landtags der Herzogtümer Anhalt-Dessau und Anhalt-Köthen
- 1849–1850: Liste der Abgeordneten des zweiten ordentlichen Vereinigten Landtags der Herzogtümer Anhalt-Dessau und Anhalt-Köthen

Anhalt-Berneburg: 
- 1848: Liste der Abgeordneten des konstituierenden Landtags des Herzogtums Anhalt-Berneburg
- 1848–1849: Liste der Abgeordneten des ersten ordentlichen Landtags des Herzogtums Anhalt-Berneburg

Herzogtum Anhalt: 
- 1859–1865: Liste der Abgeordneten des Landtags des Herzogtums Anhalt 1859–1865
- 1865–1872: Liste der Abgeordneten des Landtags des Herzogtums Anhalt 1865–1872
- 1872–1878: Liste der Abgeordneten des Landtags des Herzogtums Anhalt 1872–1878
- 1878–1884: Liste der Abgeordneten des Landtags des Herzogtums Anhalt 1878–1884
- 1884–1890: Liste der Abgeordneten des Landtags des Herzogtums Anhalt 1884–1890
- 1890–1896: Liste der Abgeordneten des Landtags des Herzogtums Anhalt 1890–1896
- 1896–1902: Liste der Abgeordneten des Landtags des Herzogtums Anhalt 1896–1902
- 1902–1908: Liste der Abgeordneten des Landtags des Herzogtums Anhalt 1902–1908
- 1908–1918: Liste der Abgeordneten des Landtags des Herzogtums Anhalt 1908–1918

### Präsidien
- Konstituierender Landtag für Anhalt-Dessau
  - Präsident: Friedrich Louis Rulandt, Bankdirektor in Dessau
  - Stellvertretender Präsident: Franz Imme, Justizamtmann in Oranienbaum
- Erster ordentlicher Landtag für Anhalt-Dessau
  - Präsident: Fr. Lagemann, Oberstaatsanwalt in Dessau
  - Stellvertretender Präsident: L. Otto Mann, Prediger in Zerbst
- Zweiter ordentlicher Landtag für Anhalt-Dessau
  - Präsident: L. Otto Mann, Prediger in Zerbst
  - Stellvertretender Präsident: Eduard Degener, Landwirt in Dessau und Karl Wiegand, Lehrer in Zerbst
- Konstituierender Landtag für Anhalt-Köthen
  - Präsident: Albert Vierthaler, Advokat in Roßlau
  - Stellvertretender Präsident: Robert Jannasch, Advokat in Köthen
- Erster ordentlicher Landtag für Anhalt-Dessau
  - Präsident: Albert Vierthaler, Bevollmächtigter bei der provisorischen Zentralgewalt
  - Stellvertretender Präsident: Karl Friedrich Hölemann, Pfarrer in Edderitz
- Zweiter ordentlicher Landtag für Anhalt-Dessau
  - Präsident: Karl Friedrich Hölemann, Pfarrer in Edderitz
  - Stellvertretender Präsidenten: Gustav Bartels, Generalkommissionsrat in Köthen, Anton von Braunbehrens, Kreisdirektor in Giersleben
- Konstituierender Vereinigter Landtag
  - Präsident: Adolf Wolter, Oberlandesgerichtsrat in Köthen
  - Stellvertretender Präsident: Karl Mohs, Oberlandesgerichtspräsident in Dessau
- Erster ordentlicher Vereinigter Landtag
  - Präsident: L. Otto Mann, Prediger in Zerbst
  - Stellvertretender Präsident: Karl Friedrich Hölemann, Pfarrer in Edderitz
- Zweiter ordentlicher Vereinigter Landtag
  - Präsident: Karl Friedrich Hölemann, Pfarrer in Edderitz
  - Stellvertretender Präsidenten: L. Otto Mann, Prediger in Zerbst, Friedrich Louis Rulandt, Bankdirektor in Dessau